# Gmina Fakse
Gmina Fakse (duń. Fakse Kommune) - istniejąca w latach 1970–2006 gmina w Danii w  okręgu Storstrøms Amt.
Siedzibą władz gminy było miasto Fakse. 
Gmina Fakse została utworzona 1 kwietnia 1970 na mocy reformy podziału administracyjnego Danii. Po kolejnej reformie administracyjnej w roku 2007 weszła w skład nowej gminy Faxe.

## Dane liczbowe
- Liczba ludności: (♀ 6034 + ♂ 6209) = 12 243
  - wiek 0-6: 7,3%
  - wiek 7-16: 13,6%
  - wiek 17-66: 64,7%
  - wiek 67+: 14,4%
- zagęszczenie ludności: 83,9 osób/km²
- bezrobocie: 4,0% osób w wieku 17-66 lat
- cudzoziemcy z UE, Skandynawii i USA: 104 na 10 000 osób
- cudzoziemcy z krajów Trzeciego Świata: 140 na 10 000 osób
- liczba szkół podstawowych: 4 (liczba klas: 71)